# Grb Privlake
Grb Privlake je teritorijalno općinski grb i u korištenju elemenata - simbola je originalan a u svojoj likovnoj prezentaciji jednostavan

## Opis grba
1. Crkva sv. Martina iz 1781 godine,spomenik kulture pod zaštitom,u okomitom je središtu grba
2. Polja kao simbol žitnice i ostalih poljoprivrednih kultura, smješteni u gornjem i donjem dijelu štita
3. Rijeka Bosut,smještena vodoravno i malo koso

## Opis boja
1. Crkva sv. Martina je prikazana sa zvonikom,u osnovi crno-bijela.Krovište je crveno
2. Rijeka Bosut je bijela i simbolizira čistoću i mir
3. Polja-oranice su u zlatnoj boji
4. Oblik štita je u crnoj boji